# 埃列茨維爾 (印地安納州)
埃列茨維爾（英語：Ellettsville）是一個位於美國印地安納州門羅縣的城鎮。

## 人口
根據2010年美國人口普查的數據，埃列茨維爾的面積為12.84平方千米，當中陸地面積為12.84平方千米，而水域面積為0.00平方千米。當地共有人口6378人，而人口密度為每平方千米497人。